# Noceboeffekt
Noceboeffekten är motsatsen till placeboeffekten och innebär att negativa förväntningar hos en patient förvärrar vederbörandes symptom. I placebokontrollerade studier kan biverkningar uppstå även i gruppen som får verkningslös medicin; detta attribueras då på noceboeffekten. Effekten gavs namnet nocebo 1961 av Walter Kennedy efter latinets "jag ska skada",  i likhet med ordet placebo; latinets "jag ska behaga".
Noceboeffekten kan relateras till exempelvis elöverkänslighet, två tredjedelar av biverkningar av covid-19-vaccin, och biverkningar av annan medicin.